# Étienne Œhmichen
Pour les articles homonymes, voir Oehmichen.
Étienne Œhmichen (prononciation : /ømiʃɛn/), né le 15 octobre 1884 à Châlons-sur-Marne et mort le 10 juillet 1955 à Paris, est un ingénieur et biologiste français. Il est considéré comme l'un des pionniers du stroboscope, de l'invention de l'hélicoptère – dont il établit le premier record homologué par la FAI en 1924 – et l'un des précurseurs de la biomécanique.

## Biographie
Étienne Œhmichen est le fils du colonel Frédéric Edmond Œhmichen (25e régiment d'artillerie, qui dirigera l’École d'application de l'artillerie de Châlons à partir de 1891) et de Jeanne Marie Paira (fille de pasteur). La mort de son père en 1892 oblige sa mère à partir l'année suivante pour Lyon, où l'un des oncles d'Étienne lui fait cadeau d'un vol en ballon captif à l'exposition internationale de 1894 de Lyon, ce qui le marque profondément. La famille s'installe ensuite dans le pays de Montbéliard (Valentigney) en 1897. Étienne Œhmichen y entame ses études qu'il poursuit à Paris où il est diplômé de l'École centrale Paris en 1908. Il s'intéresse notamment à  l’aérodynamique, à la cinématographie, à la zoologie ou encore à la paléontologie.
Il débute dès 1909 comme directeur-adjoint du Service électrique de la Société alsacienne de constructions mécaniques à Belfort. Deux ans plus tard il entre comme sous-directeur chez Peugeot à Beaulieu-Valentigney. Il y met au point une dynamo d'éclairage pour automobiles ainsi qu'un système de démarrage des moteurs à explosion dit « Peugeot-Oehmichen » et dépose pas moins de douze brevets avec Peugeot entre 1912 et 1914. 

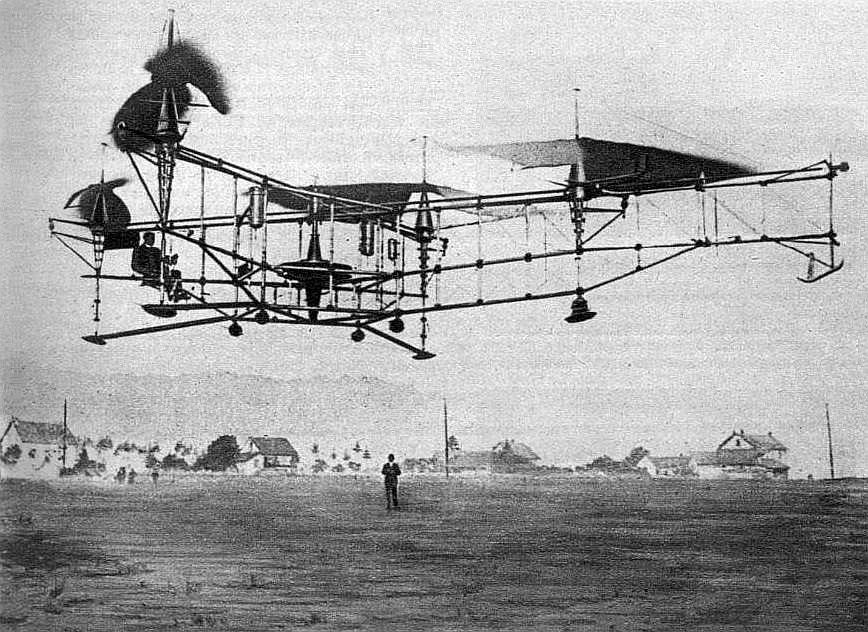
Étienne Œhmichen manœuvrant son hélicoptère Oehmichen no 2, le 4 mai 1924 à Valentigney (vol d'un kilomètre en circuit fermé).

Quand vient la Première Guerre mondiale, il est mobilisé dans l'artillerie avant d'être appelé avec rang de capitaine auprès du général Estienne pour résoudre le problème du manque de puissance des gros chars d'assauts. Il développe le « char Peugeot », équipé d'un nouveau type de suspension, d'une transmission électrique et qui se dirige par la différence de vitesse entre les deux chenilles indépendantes, mais qui reste à l'état de prototype. À cette occasion, il applique la stroboscopie pour examiner les moteurs et crée un appareillage — déposé le 3 mars 1917 avec la SA des Automobiles et Cycles Peugeot — d'où dérivent les stroboscopes électriques puis électroniques. Par la suite, il lui vient l'idée d'appliquer cette technique, combinée à la radiologie,  à l'étude du vol des oiseaux et des insectes, des travaux qu'il décrit dans Nos maîtres les oiseaux, publié en 1920.
Ses recherches se concentrent alors sur le développement des hélicoptères. Le 4 mai 1924, il effectue à Courcelles-lès-Montbéliard (pays de Montbéliard, Doubs) le premier kilomètre en circuit fermé en hélicoptère avec son quadrirotor no 2 à décollage et atterrissage à la verticale, sur un terrain propriété des usines Peugeot. Les quatre rotors à axe vertical se répartissaient par deux de chaque côté du fuselage tandis que cinq petites hélices assuraient la stabilité horizontale, complétées par une hélice de direction et deux hélices de propulsion alimentées par un moteur Rhône de 88 kW. C'est le premier record homologué pour un « hélicoptère »  par la Fédération aéronautique internationale. Il développe en tout sept appareils jusqu'en 1937. 
Pionnier de la biomécanique, il se voit confier la chaire d’aérolocomotion mécanique et biologique au Collège de France à partir de 1939, qu'il occupe jusqu'à sa mort qui survient à Paris le 10 juillet 1955. Il est inhumé à Courcelles-lès-Montbéliard, lieu de son vol historique.

### Travaux

#### La dynamo
Après son passage à la Société alsacienne de constructions mécaniques de Belfort, il crée son atelier Oehmichen-Peugeot, en association avec Peugeot, à Valentigney, où il invente notamment une dynamo d'éclairage pour automobiles, en remplacement des phares à acétylène des premières voitures. 

#### Le char d'assaut
Il collabore à la mise au point des premiers chars de combat produits par Peugeot comme assistant technique du général Jean-Baptiste Eugène Estienne.

#### Hélicoptères

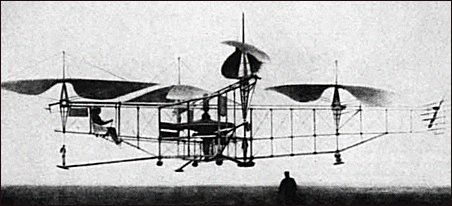
L'Œhmichen no 2 en 1923.

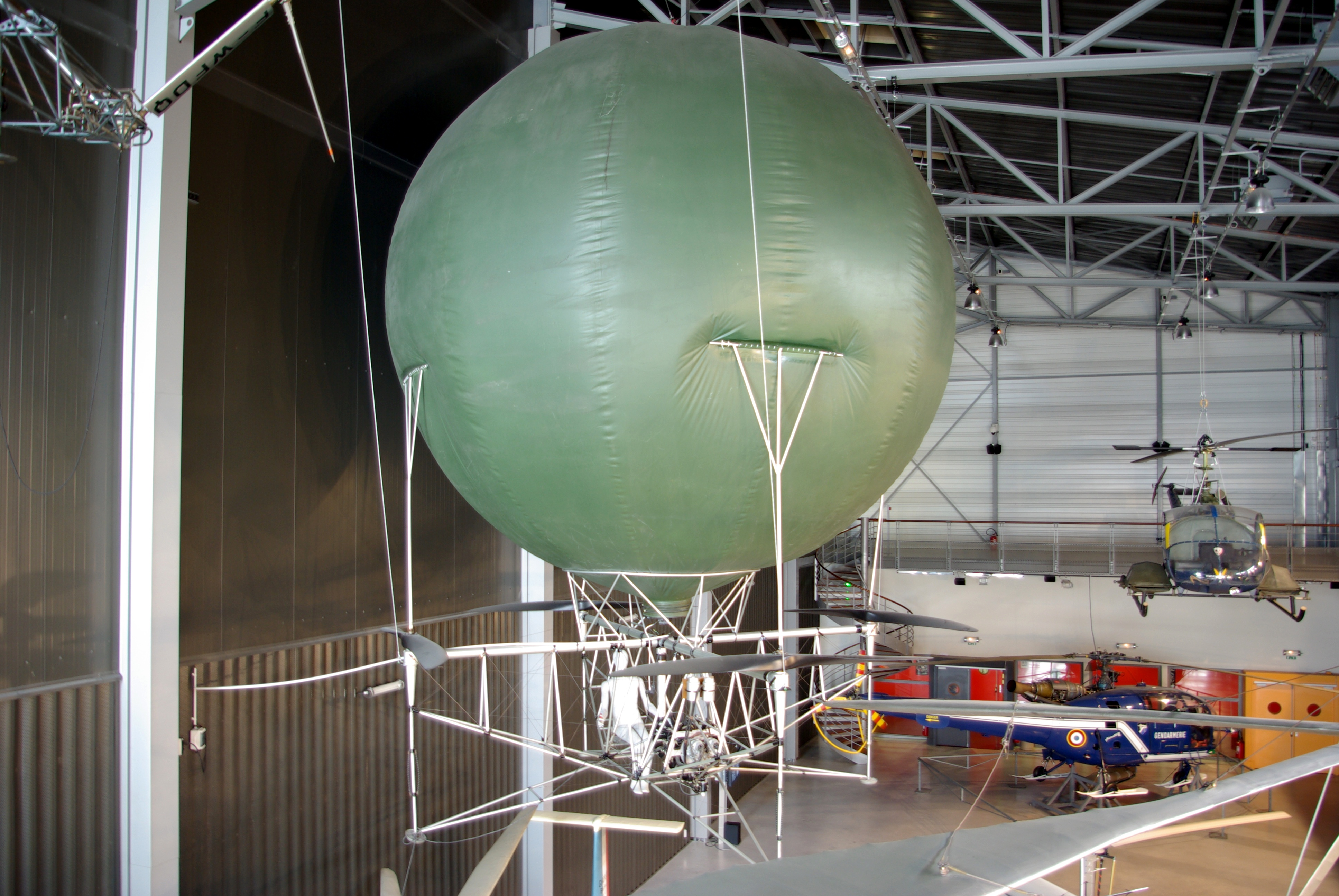
Hélicostat (appareil no 6) exposé au Musée de l'air et de l'espace du Bourget

- 1921 : il approfondit ses théories sur le vol ascensionnel et met au point ses prototypes, financés par Peugeot. Aux commandes de son appareil doté de deux grandes hélices de sustentation et d'un ballonnet Zodiac allongé gonflé à l'hydrogène assurant sa stabilité, il effectue un vol pendant 1 minute, à 10 mètres de hauteur, ce sont les prémices de l'hélicostat[10]...
- 1924 : le 4 mai, avec son deuxième prototype, il réalise un vol d'1 km en circuit fermé triangulaire[10] sur le terrain d'Arbouans (aujourd'hui aérodrome de Montbéliard). L'appareil comporte en tout douze hélices (quatre rotors de sustentation et huit hélices de direction). Le vol lui permet de recevoir une subvention de 90 000 francs du Service technique de l'aéronautique (STAé)[11],[12] lui permettant de rembourser Peugeot. La même année, il réalise un vol stationnaire de trois minutes, puis un autre avec deux passagers[13].
- 1928 : il réalise un hélicoptère comportant un système breveté d'autostabilisation. Cet appareil, doté d'un seul rotor horizontal de sustentation et de deux rotors de queue disposés de part et d'autre du rotor principal[14], donnera de piètres résultats.
- 1930 : il fait voler, avec son quatrième appareil une de ses inventions majeures : l'hélicostat. C'est un intermédiaire entre l'hélicoptère et le ballon dirigeable. Il est doté d'une enveloppe relativement peu volumineuse, gonflée avec un gaz léger et il est remarquablement maniable.
- 1935 :son appareil no 6 n'est pas un hélicostat, son ballonnet sphérique est gonflé avec de l'air à température ambiante. Dépourvu de commande autre que la commande de gaz, cet appareil expérimental est destiné à démontrer la « stabilité statique » due au volume d'air de l'enveloppe. Ce que réalise Oehmichen avec cet appareil le 2 mars, dans un hangar à dirigeables d'Orly. Mais ce concept n'aura pas de suite.

Les marchés de l'État s'interrompent, Œhmichen avec le no 7, n'ayant pas satisfait aux exigences du STAé. Œhmichen continue de déposer des brevets, principalement sur des appareils munis de ballons dont les constructeurs modernes ont pu ensuite s'inspirer. Il poursuit ses recherches sur l'hélicostat, mêlant les techniques de voilure tournante et du dirigeable, sans parvenir à convaincre les responsables de l'aéronautique. Dans sa conférence du 20 mai 1937 à l'Institut colonial français, il précise son attachement à l'hélicostat qui est selon lui la seule solution qui puisse assurer la sécurité aérienne.
Les appareils, tel qu'Œhmichen les a nommés :
- Le premier appareil, muni de son ballonnet, est appelé « Hélicoptère Œhmichen no 1 ».
- L'appareil no 2, dépourvu de ballon, est nommé « Hélicoptère Œhmichen, no 2 », construit en 1922, il fait un premier vol au point fixe de cinq minutes en juin 1923, puis réalise le vol de 1924 qui le rendra célèbre.
- Le troisième, un hélicoptère doté d'un rotor principal et de deux rotors anticouple, est appelé « no 3 ».
- Le quatrième, et lui seul, est appelé Hélicostat. C'est Oehmichen lui-même qui invente ce mot pour l'occasion.
- L'appareil no 6 est visible au Musée de l'air et de l'espace du Bourget[10].
- L'appareil no 7, nommé « Hélicoptère Œhmichen, no 7 » reçoit un ballon allongé gonflé d'air.

Œhmichen disait modestement : « Je ne suis pas l'inventeur de l'hélicoptère. Le seul, c'est Léonard de Vinci, lorsqu'il dessina sa machine volante à aile tournante, en 1486. »

#### Autres travaux
Il s’intéresse aussi à l'électricité et à la lumière ce qui l'amène à créer le premier stroboscope électrique (breveté en 1917) et une caméra capable de saisir 1 000 images en une seconde. De même, son intérêt pour l’air lui permettra de concevoir le canon à air comprimé.

## Distinctions honorifiques
- Croix de guerre 1914–1918 (étoile vermeille)[17]
- Officier de la Légion d'honneur (Chevalier en 1921, officier en 1934)[18]

## Hommages
- À Châlons-en-Champagne, sa ville natale, le lycée général, technologique et professionnel et une rue portent son nom.
- Une école primaire et une rue à Valentigney.
- Une rue à Reims, à Montbéliard, à Audincourt, une avenue à Étupes.
- L'Association pour la célébration du centenaire d’Étienne Œhmichen a fêté en 1984 le centenaire de sa naissance et a publié à cette occasion un document de 15 pages [présentation en ligne].
- Un timbre à la mémoire d'Étienne Œhmichen a été émis en France en 1957 (30 F - Ref Y&T 1098).
- Une médaille à l'effigie d'Étienne Œhmichen, conçue par Roland Irolla, a été éditée par la Monnaie de Paris.

## Publications
- Nos maîtres les oiseaux, étude sur le vol animal et la récupération de l'énergie dans les fluides, éditions Dunod, 1920
- Mécanismes naturels et Technique Humaine : Mécanismes naturels et technique humaine. I/ La sécurité aérienne animaux et machines,  éditions Hermann et Cie, 1938. La fin du livre est illustrée des appareils no 1 à 7.
- Propulseurs et amortisseurs de chocs chez les animaux, éditions Hermann et Cie, 1938
- Essai sur la dynamique des Ichthyosauriens Longipinnati et particulièrement d'Ichthyosaurus Burgundiae, éditions Masson, 1939
- Un fonds d'archives est déposé au Collège de France[19].

### Filmographie
- Les incroyables machines volantes du Professeur Œhmichen, film de Stephane Begoin de 52 min, Arte, 2009, [présentation en ligne]. 
  - Film complet : (1/3) - 17 min 56 s, (2/3) - 17 min 46 s et (3/3) - 16 min 40 s — Dailymotion [vidéo]